# Cer(IV)-perchlorat
Cer(IV)-perchlorat ist eine anorganische chemische Verbindung des Cers aus der Gruppe der Perchlorate.

## Verwendung
Cer(IV)-perchlorat wird als Katalysator in der organischen Chemie (sehr hohes Redoxpotential bei Ce4+/Ce3+ von +1,87 V in 8 M HClO4), zur Bestimmung von Strontium und für die Cerimetrie verwendet.